# Buckinghamshire and Oxfordshire East (circonscription du Parlement européen)
Avant l’adoption uniforme de la représentation proportionnelle en 1999, le Royaume-Uni utilisait le système uninominal à un tour pour les élections européennes en Angleterre, en Écosse et au pays de Galles. Les conscriptions du Parlement européen utilisées dans ce système étaient plus petites que les circonscriptions régionales les plus récentes et ne comptaient chacune qu'un seul membre au Parlement. 
La circonscription de Buckinghamshire and Oxfordshire East était l'une d'entre elles. 
Il comprenait les circonscriptions parlementaires au parlement de Westminster d'Aylesbury, Banbury, Beaconsfield, Buckingham, Chesham et Amersham, Henley et Wycombe. 

## Membre du Parlement européen
| Élection | Élection | Portrait                                           | Membre                                             | Parti                                              |
| -------- | -------- | -------------------------------------------------- | -------------------------------------------------- | -------------------------------------------------- |
|          | 1994     |                                                    | James Elles (en)                                   | Conservateur                                       |
| 1999     | 1999     | circonscription abolie, voir Angleterre du Sud-Est | circonscription abolie, voir Angleterre du Sud-Est | circonscription abolie, voir Angleterre du Sud-Est |

## Résultats des élections
Les candidats élus sont indiqués en gras.
| Parti         | Parti                                  | Candidat          | Voix    | %    | ± |
| ------------- | -------------------------------------- | ----------------- | ------- | ---- | - |
|               | Conservateur                           | James Elles       | 77,037  | 42,3 | ' |
|               | Travailliste                           | D.S.T. Enright    | 46,372  | 25,5 |   |
|               | Libéral Démocrate                      | Sharon Bowles     | 42,836  | 23,6 |   |
|               | Green                                  | L. Roach          | 8,433   | 4,6  |   |
|               | Libéral                                | Mrs. A.C. Micklem | 5,111   | 2,8  |   |
|               | Natural Law                            | G. Clements       | 2,156   | 1,2  |   |
| Majorité      | Majorité                               | Majorité          | 30,665  | 16,8 |   |
| Participation | Participation                          | Participation     | 181,945 |      |   |
|               | Conservateur vainqueur (nouveau siège) |                   |         |      |   |